# Kometa Westa
Kometa Westa lub C/1975 V1 – kometa długookresowa, którą odkryto w 1975 roku.

## Odkrycie komety
Została ona odkryta przez duńskiego astronoma Richarda Westa w dniu 10 sierpnia 1975 roku na zdjęciu uzyskanym za pomocą teleskopu Europejskiego Obserwatorium Południowego w La Silla (Chile). Odkryto ją nie na niebie, ale na kliszy fotograficznej.

## Orbita komety
Kometa Westa porusza się po orbicie w kształcie bardzo wydłużonej elipsy o mimośrodzie 0,999971. Jej peryhelium znajduje się w odległości 0,196 j.a. od Słońca, aphelium zaś aż ok. 13 560 j.a. od niego. Na jeden obieg wokół Słońca potrzebuje ona ok. 558 300 lat; nachylenie jej orbity do ekliptyki wynosi 43,07˚.
Kometa minęła peryhelium 25 lutego 1976 roku.

## Właściwości fizyczne
Aktywność tej komety była duża – rozwinęła ona dobrze widoczną komę i warkocz, osiągając maksymalną jasność -3m, przez co można ją było dostrzec nawet za dnia.
Po przejściu przez punkt przysłoneczny jądro komety Westa rozpadło się na cztery fragmenty. Pierwszy podział jądra zauważono 7 marca 1976.